# WOGA-Komplex am Lehniner Platz
Der WOGA-Komplex am Lehniner Platz ist ein städtebauliches Bauensemble von Erich Mendelsohn, der zwischen 1925 und 1931 im damaligen Berliner Bezirk Wilmersdorf (heute: Ortsteil Wilmersdorf) erbaut wurde. Er stellt eine Verbindung aus Kulturstätten, Einkaufsmöglichkeiten und Wohngebäuden dar. Der Komplex wird stilistisch der Neuen Sachlichkeit zugeordnet. Begibt man sich am Ende des Kurfürstendammes auf den Lehniner Platz, fallen einem zwei ausladende Kopfbauten auf, in deren Mitte sich eine kleine Ladenstraße befindet, die auf ein querstehendes Gebäude zuläuft. Hieran schließt sich eine Wohnanlage mit Grünflächen und Tennisplätzen. In einem der beiden Kopfbauten ist aktuell die Schaubühne untergebracht. Der WOGA-Komplex steht unter Denkmalschutz.

## Die Entstehung des WOGA-Komplexes

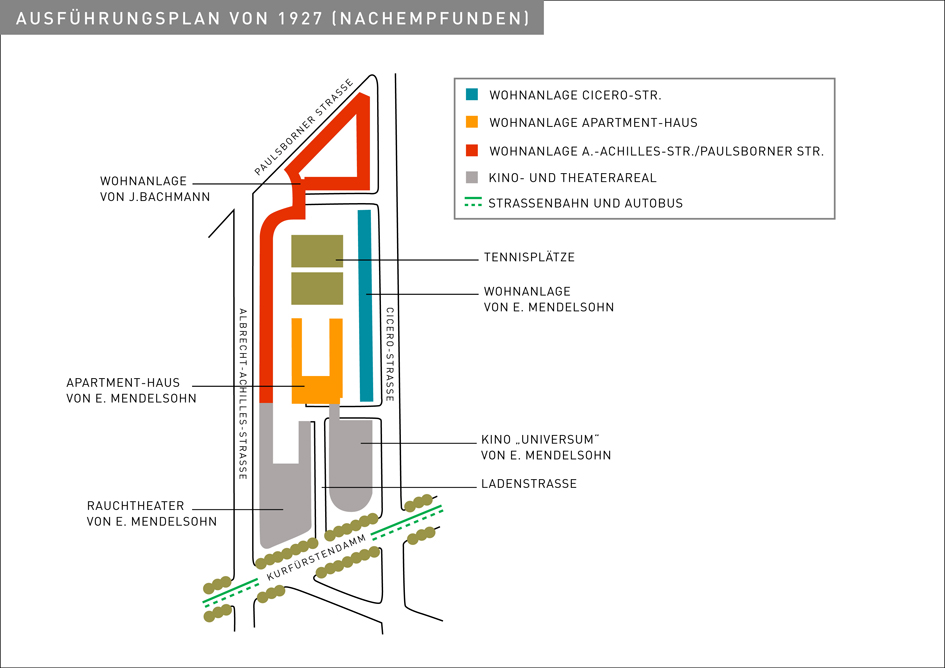
Nachbau des Ausführungsplans von 1927 von Erich Mendelsohn

Ursprünglich wurde eine reine Wohnanlage geplant, die auf einem vier Hektar großen unbebauten Grundstück am Kurfürstendamm 153–156 entstehen sollte. Dessen Eigentümer war der Verleger Hans Lachmann-Mosse. Seine Frau Felicia Mosse besaß die Wohnungs-Grundstücks-Verwertungs-Aktiengesellschaft, kurz WOGA genannt. Finanziell gestützt wurde das gesamte Projekt durch eine amerikanische Anleihe von 1,5 Millionen US-Dollar. Außerdem sollten die Bauvorhaben über Hauszinssteuerhypotheken, die sich aus der Besteuerung der Mieter ergab, realisiert werden. Der Zeitschrift Bauwelt aus dem Jahr 1931 ist neben diesen Informationen auch zu entnehmen, dass die Miete voraussichtlich 700 Mark Baukostenzuschuss pro Zimmer und 600 Mark Jahresmiete pro Zimmer (Mädchenzimmer waren davon ausgenommen) betragen sollten.
Zunächst übernahm der Architekt Jürgen Bachmann die Aufgabe, Wohnhäuser für das gesamte Areal zu entwerfen. Um das Projekt noch attraktiver für zahlungskräftige Aktionäre zu gestalten, beschloss man nicht nur eine Wohnanlage, sondern auch einen Wohn- und Kulturkomplex zu errichten. Erich Mendelsohn übernahm fortan die Planungen. So entstanden unter seiner Leitung das Ufa-Premierenkino Universum (aktuell: Schaubühne), das Rauchtheater Kabarett der Komiker, das Café-Restaurant Leon, ein Hotel (später ein Apartment-Haus), Läden und eine Wohnanlage mit Tennisplätzen und Automobilgaragen. Deshalb wurde am Ende nur ein Teil der Entwürfe Bachmanns (Wohnanlage Paulsborner Straße Ecke Albrecht-Achilles-Straße) umgesetzt. Erich Mendelsohn plante ab 1930 die Bebauung der Fläche im Blockinneren mit sogenannten Kreuzhäusern, die dann endgültig 1932 durch den Bezirk genehmigt wurden. Im April 1932 verwarf er dann jedoch diese Planung wieder zugunsten der Tennisplätze.

## Lage und Umgebung des WOGA-Komplexes
Das Areal wird im Süden von der Paulsborner Straße, im Westen von der Cicerostraße, im Norden vom Kurfürstendamm und im Osten von der Albrecht-Achilles-Straße eingegrenzt. Durch die unmittelbare Nähe zum Kurfürstendamm, an dem sich ein Geschäft ans andere reihte, beschloss Erich Mendelsohn ein Aufbrechen des Blocks, mittels einer kleinen Ladenstraße, durch die die Gebäude dem Passanten zugänglich gemacht wurden. Der Gesamtkomplex zeichnete sich durch seine zentrale Lage und die direkte Verkehrsanbindung über die Straßenbahn und den Autobus aus.

## Die Gebäude im Einzelnen

### Kino Universum

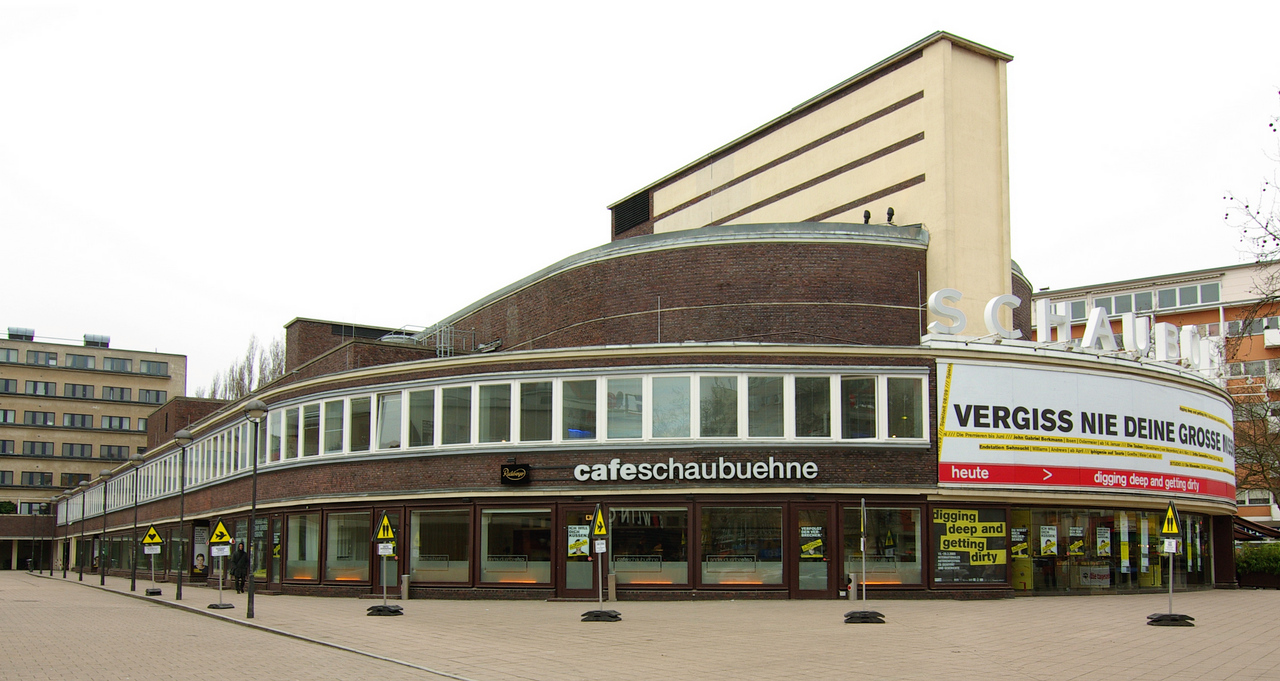
Ehemaliges Kino Universum; heute: Schaubühne

Das Kino Universum (auch bekannt als das Premierenkino der UFA) wurde von Erich Mendelsohn in einem der beiden Kopfbauten untergebracht. Es bot 1763 Sitzplätze. Erich Mendelsohn erläuterte in seinem Baugesuch vom 28. April 1927 das Vorhaben, im Inneren ein versenkbares Orchester zu verwirklichen, das durch einen zusätzlichen Raum unter der Bühne realisiert werden sollte. Hier erwähnt er auch die Belüftungskonstruktion, die das Dach des Gebäudes besonders betont. Ähnlich einem schmalen, hohen Schornstein ragte der Aufbau empor und bot so eine zusätzliche Werbefläche. Links und rechts des Haupteingangs, den man vom Kurfürstendamm aus erreicht, reihten sich zweigeschossige Läden. Im Zweiten Weltkrieg wurde das Kino durch Luftangriffe der Alliierten stark zerstört. In den 1970er Jahren kam es zu umfangreichen Sanierungsarbeiten, die heftige Diskussionen in der Öffentlichkeit und bei Fachleuten auslösten, da nur die Außenfassade denkmalgerecht in den ursprünglichen Zustand zurückversetzt wurde.

### Kabarett der Komiker
Gegenüber dem Kino zog 1928 das Kabarett der Komiker ein. Es sollte das erste Rauchtheater Berlins werden mit einer Vollbühne, einem eisernen Vorhang, einer Berieselungsanlage, einem Schnürboden und einer Lüftungsanlage, die einen fünfmaligen Luftwechsel in der Stunde bewältigte. Der kreisrunde Innenraum des Theaters fasste 816 um Tische gruppierte Sitzplätze. Im Erdgeschoss waren ebenfalls kleine Läden untergebracht.
Das erste Geschoss beherbergte das Café Leon – ein renommiertes Berliner Tanzlokal, zu dessen Gästen auch Erich Kästner zählte. Nach 1933 wurde es zu einem Veranstaltungsort besonders für jüdische Künstler, denen die Möglichkeiten, am kulturellen Leben teilzunehmen, immer mehr verwehrt wurde. Unter der Leitung von Max Ehrlich diente das Café von 1935 bis 1937 dem Jüdischen Kulturbund als Hauptspielstätte.

### Ladenstraße
Die Ladenstraße wurde als ein sehr wichtiger wirtschaftlicher Bestandteil des WOGA-Komplexes geplant, sollte sie doch durch ihr Warenangebot Fußvolk anlocken sowie dem ursprünglich vorgesehenen Hotel und dessen Gästen, aber auch den Anwohnern des Areals zugutekommen. Sie konnte sich jedoch nicht gegen die vielen Geschäfte des angrenzenden Kurfürstendammes behaupten und so verwaisten die einzelnen Läden bereits kurz nach ihrer Fertigstellung.

### Apartment-Haus
Das Apartment-Haus war ursprünglich als Hotel geplant. Der Börsenkrach von 1929, auch bekannt als „Schwarzer Freitag“, führte dazu, dass sich die Investoren statt für ein Hotel für ein weiteres Wohngebäude aussprachen. Ein Überbleibsel der ursprünglichen Idee ist die Verbindungsbrücke zum Kino Universum. Sie sollte es den Hotelgästen ermöglichen, bei schlechtem Wetter geschützt ins Kino zu gelangen. Das siebengeschossige Gebäude ist 45 Meter lang und aufgeteilt in Ein- und Zweizimmerwohnungen. Jeder Aufgang besitzt einen eigenen Aufzug. Die Wohnungen im ersten Stockwerk haben zur Ladenstraße hin großzügige Terrassen. Dem Apartment-Haus schließen sich zwei je 60 Meter lange Seitenflügel an. Hier gibt es fünf Wohnebenen, auf denen jeweils vier Wohnungen angeordnet wurden. Im innenliegenden Hof sind kleine Vorgärten angelegt. Die Gebäude wurden mit einer einspurigen Umfahrungsstraße versehen. Sie ermöglichte die Zufahrt über Rampen zu den Autogaragen, die sich in den äußeren Seitenflügeln befinden.

### Wohnanlage Cicerostraße
Für die damalige Zeit wurde die Anlage sehr aufwendig gebaut. So war beispielsweise die Wechselsprechanlage an den Türen sehr innovativ und es gab eine zentrale Heizungs- und Warmwasserversorgung. Die Grundrisse der fünfgeschossigen Häuser waren auf eine effiziente Raumnutzung ausgerichtet. Die baugleichen Aufgänge Nr. 57–62 haben jeweils rechts des Aufgangs eine 5 1⁄2-Zimmer-Wohnung mit Küche, Bad und nochmals separatem WC – auf rund 128 m². Das kleinste Zimmer war als Mädchenzimmer vorgesehen. Links der Aufgänge gehen kleinere Wohnungen ab, mit zwei repräsentativen straßenseitigen Zimmern, einem kleineren Zimmer in Richtung Innenhof/Tennisplätze, einer Küche und einem Bad. Die Aufgänge an beiden Enden (Nr. 56 und 63) haben eine andere Aufteilung. Das wohl auffälligste Merkmal sind hier die geklinkerten, wellenförmigen Balkone, die die Fassade horizontal gliedern. Auf der Rückseite der Häuser verwendete Mendelsohn als Gestaltungsmittel halbkreisförmige Erkertürme, in denen das Treppenhaus verläuft.

### Wohnanlage Paulsborner Straße/Albrecht-Achilles-Straße
Diese Häuser gehen auf die Entwürfe von Jürgen Bachmann zurück. Sie sind fünfgeschossig und zeichneten sich durch spitz zulaufende Erker aus. Wie auch bei den anderen Wohnungen waren hier moderne Bäder, Zentralheizung und Warmwasserversorgung vorgesehen. Bis auf vier Ausnahmen (Paulsborner Straße 11,12 und Albrecht-Achilles-Straße 2,6) wurden alle Wohnhäuser im Zweiten Weltkrieg zerstört.

### Tennisplätze

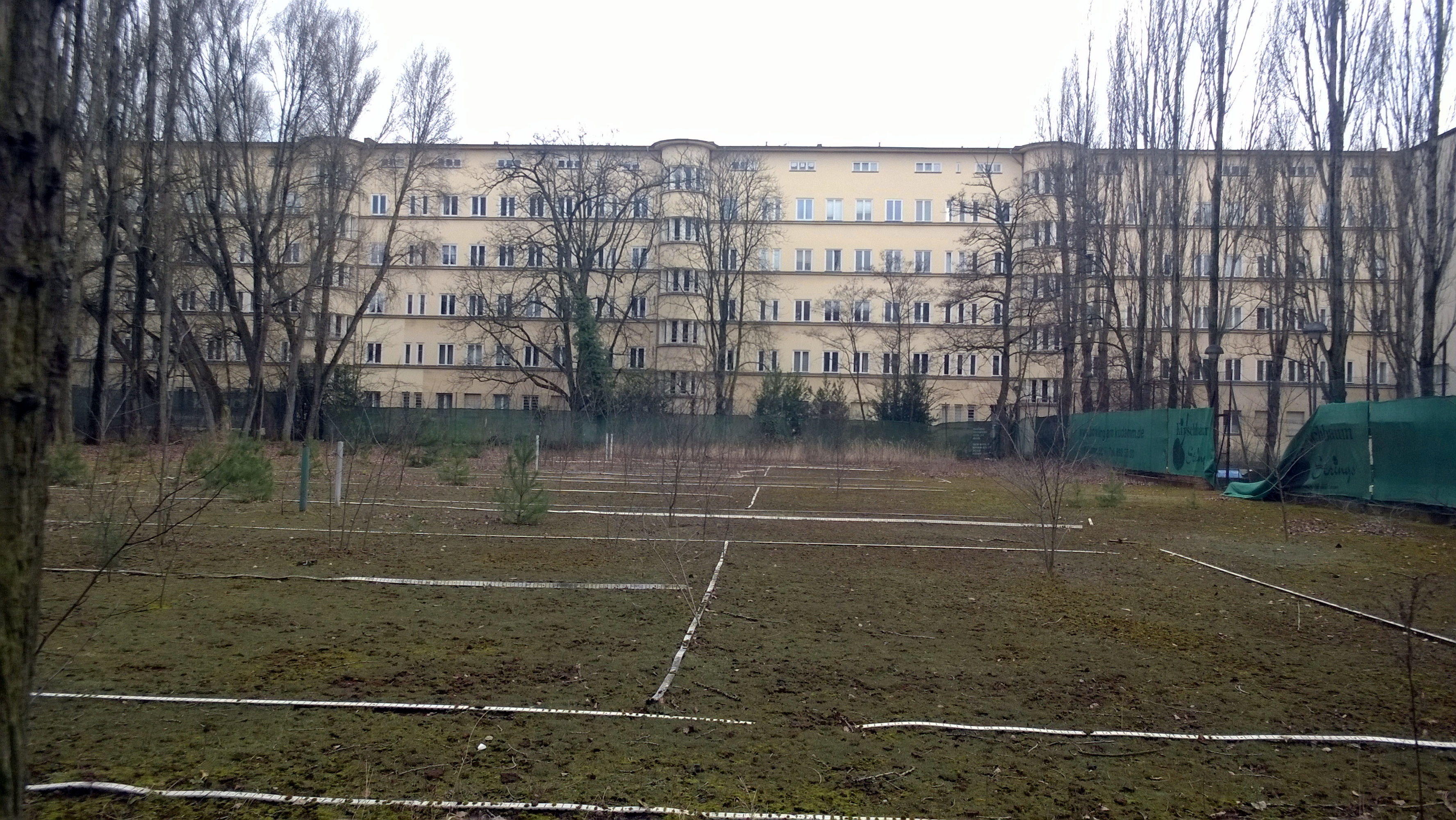
Tennisplätze, 2016

Die bereits 1908 angelegten Tennisplätze komplettieren als Sporteinrichtung das Ensemble, das auch als „Stadt in der Stadt“ bezeichnet wird. Seit 2007 sind die Tennisplätze ungenutzt und in einem beklagenswerten Zustand. Dabei haben sie eine glanzvolle Geschichte. Erich Kästner (wohnte gegenüber in der Roscherstraße) und Vladimir Nabokov (Nestorstraße 22) haben hier ebenso gespielt wie Dieter Hallervorden und Willy Brandt. Die Plätze gehören zu keinem Club und konnten – bevor der Pächter durch zu hohe Forderungen des Investors zur Aufgabe gedrängt wurde – stundenweise gemietet werden.
Diese Tennisplätze sollen mit 40 Wohneinheiten in sechsgeschossigen Mehrfamilienhäusern bebaut werden. Seit April 2016 liegt ein entsprechender Bauantrag vor. Dafür muss allerdings der bestehende Denkmalschutz für diesen Teil der Gesamtanlage aufgehoben werden. Der vorliegende Entwurf für die Gebäude stammt vom Berliner Planungsbüro Grüntuch Ernst Architekten und greift Mendelsohns Idee der 1932 genehmigten Kreuzhäuser auf. Mendelsohn selbst verzichtete aber im April 1932 auf diese Kreuzhäuser zugunsten der Tennisplätze.
Das Berliner Verwaltungsgericht hat am 9. Juni 2022 geurteilt, dass die Tennisplätze nicht wie geplant bebaut werden dürfen.

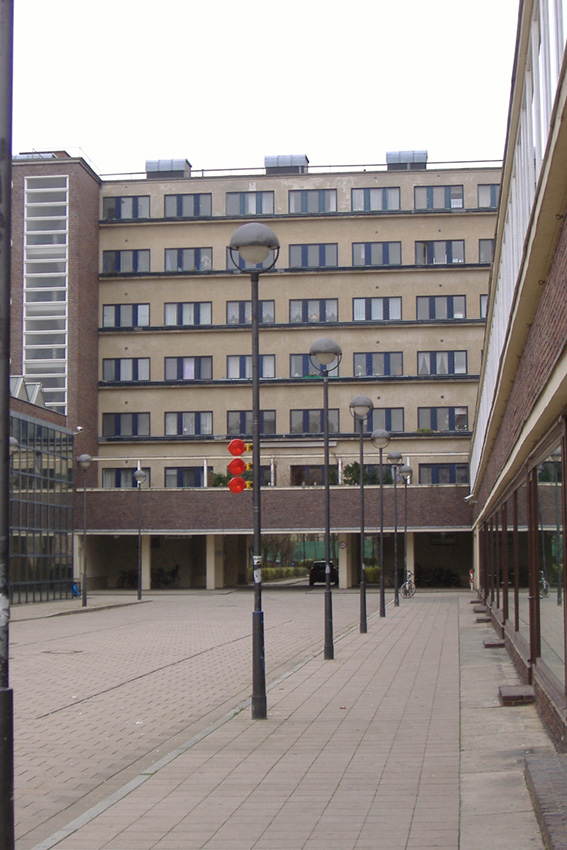
Ladenstraße mit Blick auf das Apartment-Haus
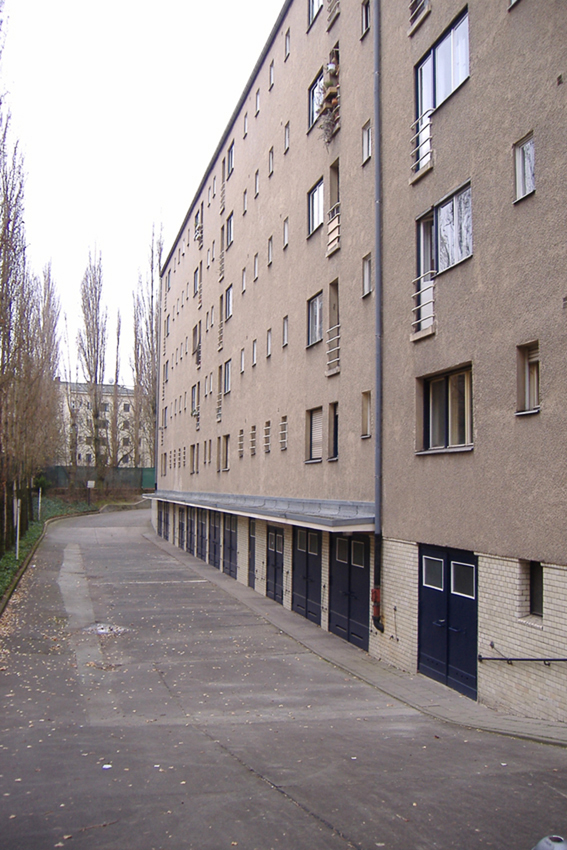
Seitenflügel des Apartment-Hauses mit den Autogaragen
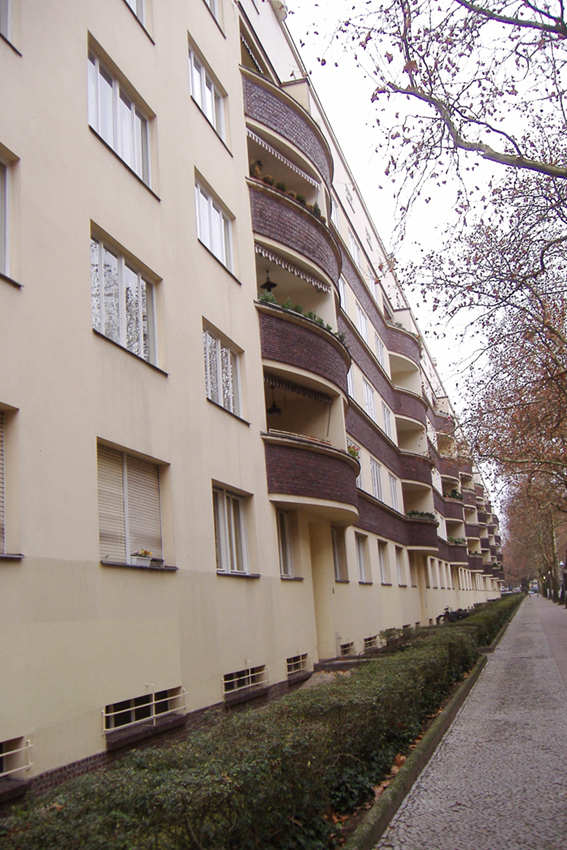
Wohnanlage Cicerostraße mit den geklinkerten Balkonen
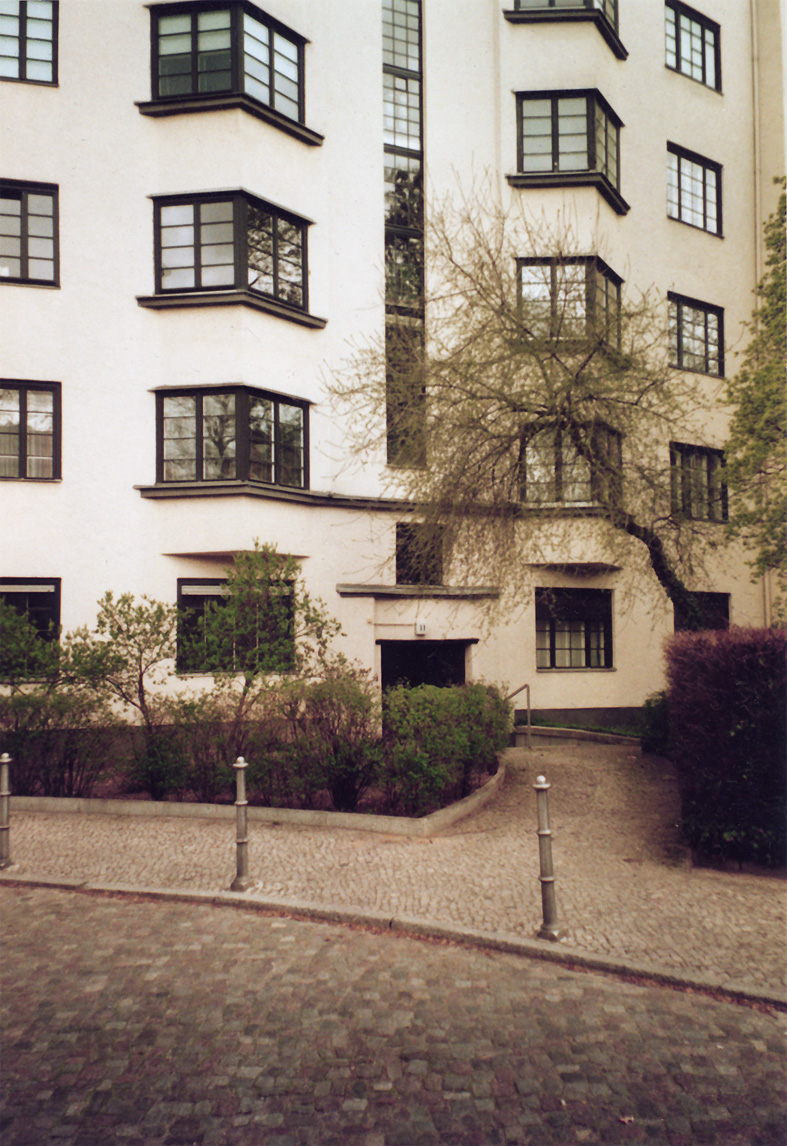
Erhaltenes Wohnhaus in der Paulsborner Straße 11
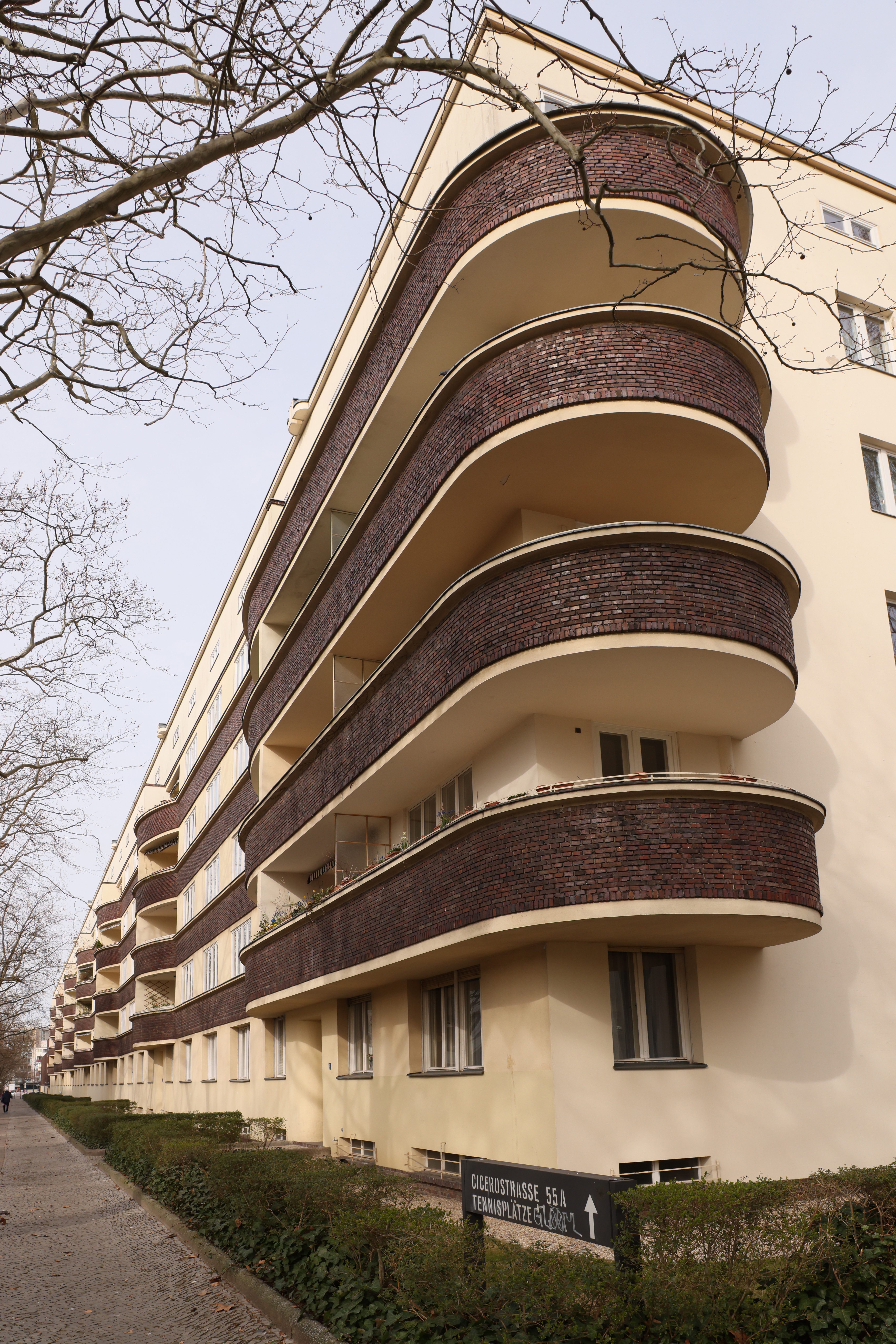
WOGA-Wohnkomplex am Lehniner Platz, April 2022
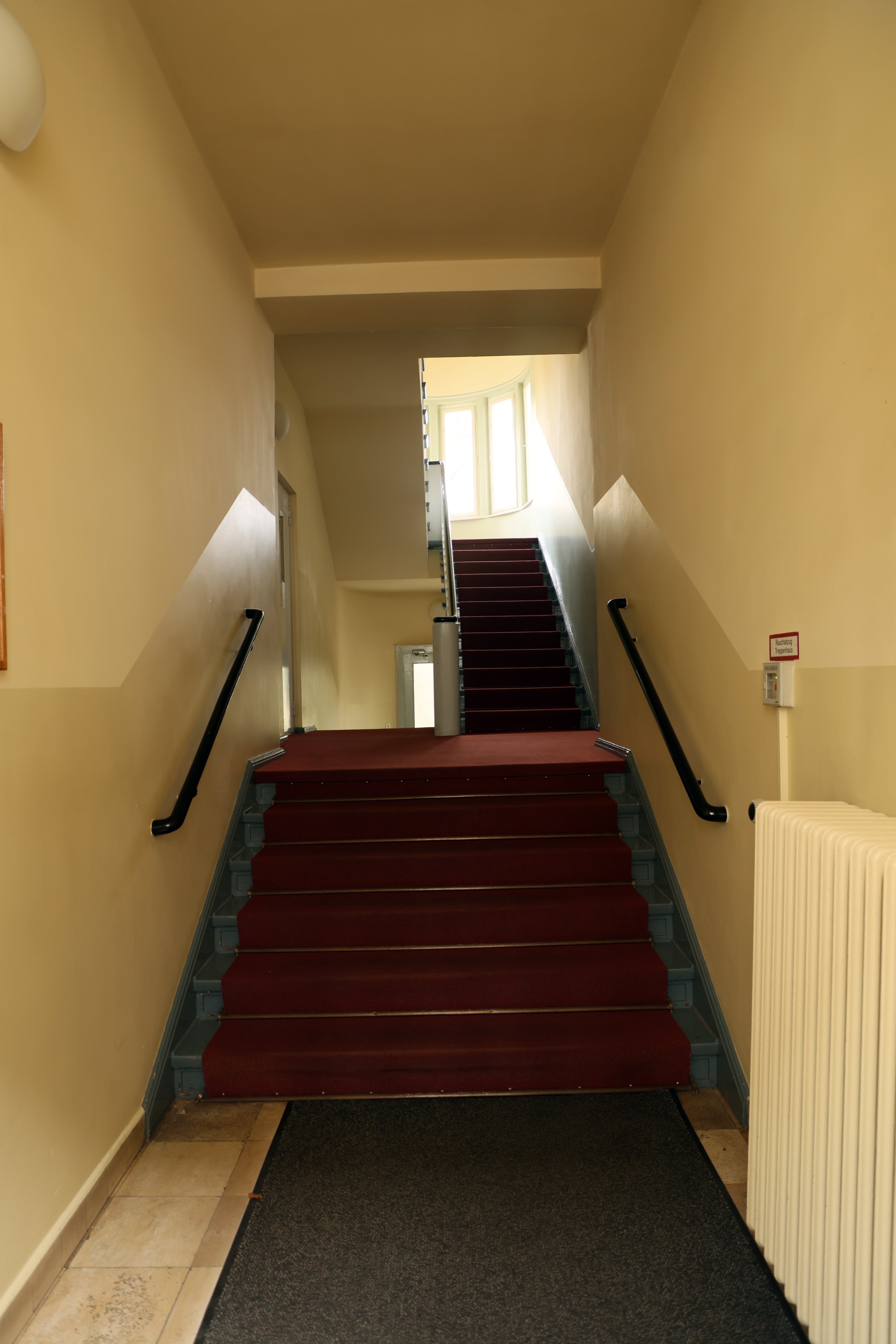
Eingangsbereich in einem Wohnkomplex, April 2022

## Der WOGA-Komplex in der Literatur
Literarisch gewürdigt wird das Ensemble, besonders das Universum-Kino und die Wohnungen in der Cicerostraße, in dem Kapitel ‚Das Universum‘ des Romans Landgericht von Ursula Krechel. Der Schauplatz des Kriminalromans ZentralStadion von Josef Schley sind die Tennisplätze des WOGA-Komplexes. Auch deren geplante Bebauung ist Teil der Handlung. Peter Schneider widmet in seinem Buch An der Schönheit kann’s nicht liegen … ein paar Seiten dem WOGA-Komplex mit seinen Tennisplätzen. Zudem steht der Bau des Ensembles – unter anderem Namen – im Mittelpunkt des erst in den 1970er Jahren wiederentdeckten Romans Käsebier erobert den Kurfürstendamm von Gabriele Tergit (erschienen 1931 im Ernst Rowohlt Verlag).